# 俞鑑
俞鑑（1413年—1449年），字元吉，浙江桐廬縣人。明朝官員、進士出身。

## 生平
正統六年（1441年）辛酉科浙江鄉試第十五名，正統七年（1442年），聯登進士。正統十一年，授兵部職方司主事。正統十四年（1449年），隨明英宗北征，在土木之變中殉難。

## 家族
曾祖父俞靜安。祖父俞友敬。父亲俞深，曾任建寧府學教授。